# Oblívio eterno
Oblívio eterno (também referido como não existência ou o nada) é um conceito filosófico ou religioso em que a consciência deixa de existir para sempre após a morte. Este conceito é mais associado com o ceticismo a religião, humanismo secular e o ateísmo. De acordo com teorias mais modernas da neurociência sobre a consciência, o cérebro é a base da experiência subjetiva, agência, autoconsciência e consciência de todo o mundo natural envolta. Quando o cérebro morre, todas as funções cerebrais cessam.
Muitos neurocientistas e neurofilósofos, como Daniel Dennett, acreditam que a consciência depende das atividades do cérebro e a morte cessa toda a consciência. Estudos científicos descobriram que algumas áreas do cérebro,  como formação reticular ou o tálamo, parecem ser necessárias para a consciência, já que uma disfunção nessas áreas ou dano nessas estruturas causam a perda de consciência.
Através de uma análise naturalista da mente (uma visão adotada por muitos filósofos da mente e neurocientistas), ela é considerada ser dependente do cérebro, como demonstrado em vários efeitos de um cérebro danificado.

## Na filosofia e na ciência
Na Apologia de Sócrates (escrita por Platão), após Sócrates ser sentenciado a morte, ele se apresentou a corte. Ele ponderou a natureza da morte, e definiu que existem duas visões básicas sobre essa questão. A primeira é que a alma ou a consciência migra sua existência para outra, e que todas as almas das pessoas já mortas também estão nesse lugar. Isso entusiasmou Sócrates, porque seria possível que ele guiasse seus inquéritos dialéticos para todos os heróis gregos e pensadores antigos. A outra opinião sobre a morte é que ela conduz ao oblívio, o fim completo da consciência, não somente impossibilitado de sentir algo como também se categorizando como uma falta de consciência, semelhante a um sono extremamente profundo e sem sonhos. Sócrates diz que esse oblívio não o aterrorizava muito, pois mesmo que não estivesse consciente, ele estaria livre de toda a dor e sofrimento. De fato, diz Sócrates, nem sequer o Grande Rei da Pérsia poderia descansar tão profundamente e em paz como ele em um sono sem sonhos.
Cícero, escrevendo três séculos depois em seu tratado Cato Maior de Senectute, reverberando a opinião de Catão, o Velho, discute de maneira similar as perspectivas da morte, frequentemente se referindo aos trabalhos dos escritores gregos antigos. Cícero também concluiu que a morte ou é a continuação da consciência ou seu término, e se a consciência continua de alguma forma, não há razão para temer a morte; enquanto que se o destino for de fato o oblívio eterno, o indivíduo se tornará livre de todos os mistérios mundanos, logo neste caso também não há motivo para ter medo da morte.
Um pensamento similar sobre a morte foi expressado pelo poeta e filósofo romano Lucrécio em seu poema no primeiro século a.C. De rerum natura e pelo filósofo da Grécia antiga Epicuro em uma carta, o qual ele escreveu:
"Adquira o costume em acreditar para si mesmo que a morte não é nada para nós, pois sentir o bem e o mal passa pela capacidade de sensação, e a morte é a privação de toda a senciência; portanto, um entendimento correto da morte é que a mortalidade que torna a vida agradável, e não o conceito de adicionar um temo ilimitado para a vida, mas sim tirando o anseio pela imortalidade. A vida não tem horrores para ele porque entendeu que não há horrores para si ao cessar a vida. Tolo, portanto, é o homem que diz que teme a morte, não somente porque pensa que irá vir a dor quando ela vier, mas porque irá ter sofrimento em sua expectativa. O que quer que não cause aborrecimento quando está presente, causa apenas uma dor infundada em sua expectativa. A morte, portanto, a mais horrível das maldades, não é nada para nós, vendo que, quando somos, a morte não é, e quando a morte vem, nós não somos. Não passa de nada, então, tanto para o vivo quanto para o morto, pois para o vivo não é nada e para o morto não é mais."
Parafraseando o filósofo Paul Edwards, Keith Augustine nota que quanto maior o dano no cérebro, maior o dano para a mente. A extrapolação natural desse fato é claro – destruir o cérebro por completo significa que todas as funções cerebrais irão cessar.
Os cientistas contemporâneos Steven Pinker e Sean Carroll argumentam que a morte é igual ao oblívio eterno, já que a ciência não encontrou nenhum mecanismo para prolongar a consciência depois da morte.

## Oblívio e subjetividade
Thomas W. Clark, fundador do Centro para o Naturalismo, escreveu um paper intitulado "Morte, o Nada e a Subjetividade". Ele criticou o que vê como uma definição errada do oblívio eterno como uma "imersão para o nada". Quando alguns imaginam a sua morte (incluindo pessoas não religiosas), eles projetam a si mesmos em um self eterno e silencioso. Isso seria errado pois sem a consciência não existiria algo consciente que conseguiria ter noção do espaço e não teria também noção do tempo. Para Clark, no oblívio existe uma falta de experiência, porque apenas podemos falar dela quando uma subjetividade do self existe.